# باشگاه فوتبال ایندپندینته دل‌وایه
ایندیپندینته دل وایه یک باشگاه فوتبال حرفه ای مستقر در اکوادور است که در حال حاضر در سری آ اکوادور به رقابت می‌پردازد
این باشگاه که در سال ۱۹۵۸ تأسیس شد، بازی‌های خانگی خود را در ورزشگاه Estadio Banco Guayaquil انجام می‌دهد که این ورزشگاه در مارس ۲۰۲۱ افتتاح شد و ظرفیت ۱۲۰۰۰ نفر دارد. در سال ۲۰۱۳(میلادی) ایندیپندینته اکوادور به نایب قهرمانی سری آ اکوادور رسید که نزدیک‌ترین رتبه به قهرمانی در لیگ سری آ بوده‌است.
در مسابقات کونمبول، پس از شکست دو تیم مشهور ریور پلاته و بوکا جونیورز از آرژانتین، به فینال کوپا لیبرتادورس ۲۰۱۶ رسید. همچنین این تیم اولین عنوان خود را با قهرمانی کوپا سودامریکانا ۲۰۱۹ به دست آورد.
این باشگاه همچنین به دلیل تولید استعدادهای جوانان مشهور است و نمونه بارز آن قهرمانی این باشگاه در کوپا لیبرتادورس زیر ۲۰ سال در سال ۲۰۲۰ است. برخی از فوتبالیست‌های شناخته شده باشگاه هستند تولید کرده‌است جفرسون مونترو، کریستین رامیرز و مویسس کایسدو و … از جمله بازیکنان مشهوری هستند که در این باشگاه استعداد خود را شکوفا کردند.

## تاریخچه
این باشگاه در ۱ مارس ۱۹۵۸ به عنوان باشگاه فوتبال دپورتیوو ایندیپندینته توسط خوزه تران، هوادار فوتبال همراه با گروهی از دوستانش از جمله خوزه دیاز، خورخه آتاپوما، توماس زالدومبیده و مارینو گوایاسامین تأسیس شد. در سال ۱۹۷۷، دو سال پس از مرگ خوزه تران، نام باشگاه به افتخار مؤسس آن به باشگاه فوتبال ایندیپندینته خوزه تران تغییر یافت. نام و رنگ‌های اولیه باشگاه (قرمز و سفید) از باشگاه آرژانتینی اتلتیکو ایندپندینته الهام گرفته شده‌است.
در سال ۱۹۹۵ این باشگاه برای دومین بار به سطح سوم فوتبال اکوادور رسید. پس از قهرمانی در سطح سوم فوتبال اکوادور که در سال ۲۰۰۷ اتفاق افتاد، باشگاه نام خود را به ایندیپندینته دل وایه تغییر داد و رنگ‌های فعلی (آبی و مشکی) را به کار گرفت. لوس نگریازولس پس از قهرمانی در سری بی (سطح دوم فوتبال اکوادور) در سال ۲۰۰۹، برای اولین بار در فصل ۲۰۱۰ در سری آ اکوادور به میدان رفت.
نزدیکترین مقامی که این باشگاه به قهرمانی در لیگ سری آ داشته‌است در سری آ ۲۰۱۳ بوده‌است، جایی که در جدول مجموع نایب قهرمان شد. این باشگاه اولین حضور بین‌المللی خود را در همان سال انجام داد که در کوپا سودامریکانا ۲۰۱۳ جایی که در مرحله اول پس از شکست باشگاه ونزوئلا دپورتیوو آنزواتگی در مرحله دوم توسط اونیورسیداد شیلی حذف و در سال بعد، این باشگا اولین حضور خود در کوپا لیبرتادورس و دومین حضور بین‌المللی خود را با در سال ۲۰۱۴ انجام داد. در آن دوره، این باشگاه با قرار گرفتن در رده سوم گروه خود حذف شد.
ایندیپندینته دل وایه به‌طور غیرمنتظره ای با شانس باورنکردنی به فینال کوپا لیبرتادورس ۲۰۱۶ رسید که با قهرمانی لسترسیتی در لیگ برتر فوتبال انگلستان که شگفتی ساز شده بودند، مقایسه شدند.

## عملکرد در مسابقات کونمبول
- کوپا لیبرتادورس: ۷ بازی

۲۰۱۴: مرحله گروهی
۲۰۱۵: مرحله اول
۲۰۱۶: نایب قهرمان
۲۰۱۷: مرحله دوم مقدماتی
۲۰۱۸: مرحله دوم مقدماتی
۲۰۲۰: دور شانزدهم
۲۰۲۱: مرحله گروهی
- کوپا سودامریکانا: ۴ حضور

۲۰۱۳: مرحله دوم
۲۰۱۴: مرحله دوم
۲۰۱۹: قهرمان
۲۰۲۱: دور شانزدهم

## امکانات

### استادیوم‌ها
ورزشگاهی قدیمی که در سال ۱۹۴۱ افتتاح شد و گنجایش ۸۰۰۰ تماشاگر را دارد.
برای تورنمنت‌های بین‌المللی، باشگاه از استادیوم‌های بزرگ‌تری مانند استادیوم المپیک آتاهوالپا در کیتو استفاده می کنند که ظرفیت ۳۸۵۰۰ نفر دارد.
در مارس ۲۰۲۱، باشگاه یک ورزشگاه جدید با ظرفیت ۱۲۰۰۰ نفر به نام Estadio Banco Guayaquil افتتاح کرد. این ورزشگاه مطابق با استانداردهای مدرن فیفا است و برخلاف استادیوم قدیمی خود قادر به برگزاری مسابقات بین‌المللی است. همچنین دارای سه جایگاه با سقف است، و در مقایسه با ورزشگاه قدیمی که فقط یک جایگاه داشت، بهتر است.

### زمین تمرین
این باشگاه دارای مرکز تمرینی خود است که در اکوادور واقع شده‌است که Centro de Alto Rendimiento نام دارد. دارای هفت زمین فوتبال است که یکی از آنها چمن مصنوعی است. این مرکز آموزشی همچنین دارای اتاق‌هایی برای پذیرش بازیکنان، اتاق غذاخوری، پارکینگ، سالن بدنسازی (برای تیم اصلی و تیم دوم یا B)، استخر سرپوشیده و دفاتر اداری است.

## تیم دوم یا تیم B
از سال ۲۰۱۸(میلادی)، این باشگاه یک تیم ذخیره در سری B اکوادور دارد که قبلاً آلیانزا کوتوپاکسی نام داشت. پس از ارتقاء، نام باشگاه به ایندیپندیته جونیورز تغییر یافت.

## افتخارات

### داخلی
- سری آ اکوادور :

قهرمان (۱): ۲۰۲۱
نایب قهرمان (۱): ۲۰۱۳
- سری بی :

قهرمان (1): ٢٠٠٩
- سطح سوم فوتبال کوادور:

قهرمان (1): ۲۰۰۷

### بین‌المللی
- کوپا لیبرتادورس :

نایب قهرمان (۱): ۲۰۱۶
- کوپا سودامریکانا :

قهرمان (۱): ۲۰۱۹

### تیم زیر ۲۰ سال
- کوپا لیبرتادورس زیر ۲۰ سال :

قهرمان (۱): ۲۰۲۰
نایب قهرمان (۱): ۲۰۱۸